# Carlo Bartoli
Carlo Bartoli (Milano, 28 giugno 1931 – Monza, 8 agosto 2020) è stato un architetto e designer italiano.
Autore di numerosi progetti come la poltrona Gaia, inclusa nella collezione permanente di design del MoMA di New York e del Museo del Design della Triennale di Milano, e la sedia 4875 per Kartell, la prima al mondo realizzata in polipropilene, nonché parte della collezione design del Centre Pompidou di Parigi.

## Biografia
Allievo di maestri dell'architettura e del design italiani come Luciano Baldessari e Marcello Nizzoli, Carlo Bartoli si laurea in architettura a Milano dove fonda uno studio nel 1960. I suoi primi lavori riguardano l'architettura e gli interni, ma ben presto inizia a dedicarsi al design di arredi.
La sua collaborazione con aziende che sarebbero diventate punti di riferimento per il mondo del design, portò a risultati come la poltrona Gaia, per Arflex, inclusa nella collezione permanente di design del MoMA di New York e del Museo del Design della Triennale di Milano – e la sedia 4875 per Kartell, la prima al mondo realizzata in polipropilene, parte della collezione design del Centre Pompidou di Parigi. Da allora realizzò numerosi progetti. I suoi prodotti sono stati esposti in numerose mostre, alla Triennale di Milano, al Victoria and Albert Museum di Londra, allo Stadt Museum di Colonia, e a New York, Praga, Hong Kong, Atene, Buenos Aires. Insegnò presso il Politecnico di Milano e l'ISIA di Firenze e Roma.
La giuria di Young&Design premiò Carlo Bartoli con il riconoscimento di “Apostolo del Design” nel 2012. Nel 2016 ricevette il Compasso d'oro alla carriera.
Nel 2007 fondò lo studio Bartoli Design, che sviluppa progetti di architettura, allestimenti, interni e design urbano. Nel 2008 la sedia R606 Uno, progettata da Bartoli Design con Fauciglietti Engineering per Segis, ricevette il XXI Compasso d'oro ADI, dopo avere vinto il Materialica Design Award. Il divano “Tube”, prodotto da Rossi di Albizzate, fu premiato con l'IF Award for Good Industrial Design 1995, e venne raffigurato nei francobolli emessi dalle Poste Italiane sul tema “Design italiano per un nuovo paesaggio domestico”.
La sedia impilabile Breeze, per Segis, vinse l’I.D. Design Distinction Award, l’Apex Product Design Award, il Red Dot Design Award e il premio IF Good Industrial Design, apparendo sull’edizione di francobolli delle Poste Italiane "Maestri del design italiano". Disegnati per Bonaldo, il tavolo Still e il tavolo Octa furono premiati rispettivamente con il Red Dot Design Award nel 2013 e il Good Design Award 2014. Nel 2015 la seduta per ufficio Mercury Curva ricevette il Good Design Award.

## Architettura
Carlo Bartoli si laureò alla Facoltà di Architettura del capoluogo lombardo nel 1957. Iniziò subito la libera professione nell'edilizia, in un periodo in cui si aveva fame di case. Dal suo studio uscirono progetti di chiese, edifici d'abitazione, centri commerciali, ville, ristrutturazioni, esposizioni e casette prefabbricate di serie. A metà degli anni Sessanta, lo slancio della ricostruzione andò in crisi: risultò spontaneo a Carlo Bartoli rivolgersi, per trovare nuovi sbocchi professionali, all'arredamento e al design: l'altra faccia dell'operare architettonico, quella più libera e quasi vergine.

## Design
La motivazione per l'assegnazione del Compasso d'oro alla carriera a Carlo Bartoli, espressa dalla Giuria internazionale ADI, sintetizzava le peculiarità del suo percorso di designer: ...Per aver saputo comunicare, nella propria esperienza professionale, una poetica costantemente volta alla ricerca dell'essenza del gesto creativo, a una particolare capacità di entrare in sintonia con le esigenze di crescita e di sviluppo di molte aziende dell'arredo. Fornisce alle imprese incontrate apporti ogni volta originali e innovativi, contribuendo in tal modo al loro successo. Un percorso rigoroso di progetto, declinato nei diversi ambiti tematici, con sobrietà e misura, contribuendo costantemente all'arricchimento della cultura del design italiano.
Nei primi anni sessanta iniziò la sua attività da designer battezzata nel 1963 con la libreria B/146 prodotta per Arflex. La sua attenzione si focalizzò però subito sulle sedute, che ha sempre considerato elementi fondamentali ed emblematici del modo di abitare italiano. Creò così nel 1967 la prima seduta in vetroresina (allora una tecnologia all’avanguardia), la poltroncina Gaia. E fu proprio Gaia a permettere a Carlo Bartoli di spostare la sua attenzione sul design.
Due sono le circostanze che segnarono questo inizio: una è stata l'invenzione di questa poltrona, la seconda è stato il rapporto, nato proprio attraverso Gaia, con l’azienda di punta, di cultura, di allora, che era Arflex.

## Opere principali

### Design
- 1963, libreria B146, Arflex
- 1966, tavolo Damiano, Arflex
- 1967, poltrona Gaia, Arflex
- 1969, componibile Multiplo, Tisettanta
- 1969, sedia Mito, Tisettanta
- 1969, poltrona Bicia, Arflex
- 1972, mensola Baco, Confalonieri
- 1973, divani Blop e Down, Rossi di Albizzate
- 1974, sedia 4875, Kartell
- 1974, sistema operativo Set/1, Oscam-Osi
- 1978, componibile Open, Tisettanta
- 1982, cucina KnockDown, ArcLinea
- 1985, programma Coba, Confalonieri
- 1987, sistema Odeon, Arclinea
- 1989, sedia Sophia, Bonaldo
- 1990, maniglie Tacta e Mixa, ColomboDesign
- 1992, sedia Galì, Ycami
- 1993, sistema ufficio Metron, Matteograssi
- 1993, accessori bagno Luna, Colombo Design
- 1995, sedia Breeze, Segis
- 1995, divano Tube, Rossi Di Albizzate
- 1997, sistema sedute Storm-Multistorm, Segis
- 1997, cucina Brera, Ernestomeda
- 1998, porta Theatre, Lualdi
- 1999, collezione Ellipse, Delight
- 2000, poltroncina Gallery, Segis
- 2000, imbottiti She-Shu-Sha, Rossi di Albizzate
- 2001, libreria Bebop, Kristalia
- 2001, accessori bagno Viva, Colombo Design
- 2001, contenitori Maxima, Laurameroni
- 2002, tavolo Sushi, Kristalia
- 2004 sedia Poppystar, Segis
- 2004, sedute auditorium Tulip, Kron
- 2004, sistema tavoli Milano, Sagsa
- 2005, sedia R606Uno, Segis
- 2005, collezione Formae, Colombo Design
- 2006, sedute Jazz, International Office Concept
- 2006, letto Bend, Move
- 2007, tavolo Ray-Ray Plus, Fiam
- 2008, sedia Lips, Segis
- 2008, divani Altopiano, Laurameroni
- 2009, tavolo Mille, Bonaldo
- 2009, sedia Joko, Kristalia
- 2009, tavolo Nori, Kristalia
- 2009, libreria Manhattan, Jesse
- 2010, sedia Mercury, Asis
- 2010, poltroncina May, Arflex
- 2011, imbottiti Flores, Segis
- 2012, credenza Aki, Riva1920
- 2012, sistema River, Segis
- 2012, tavolo Torii, Kristalia
- 2012, sedia By, Bonaldo
- 2013, tavolo Octa, Bonaldo
- 2014, sedia Filly, Bonaldo
- 2014, sedia Kuva, Bonaldo
- 2015, sedia 1085Edition, Kristalia
- 2015, sedia Sensu, Daa
- 2016, tavolo Maki, Kristalia
- 2016, sistema sedute Camel, Segis
- 2017, tavolo Non, Bonaldo
- 2017, tavolo Rime, Fiam Italia
- 2019, tavolo Mellow, Bonaldo
- 2019, contenitore Tango, Laurameroni Design Collection

### Architettura
- 1959, Concorso Istituto Professionale a Bergamo - 2º premio (in collaborazione con Giovanna Pericoli e Giancarlo Polo)
- 1961, Edificio per abitazione e laboratorio per calzature e Vigevano (in collaborazione con Luciano Baldessari)
- 1962, Chiesa parrocchiale "Madonna Regina" a Busto Arsizio (in collaborazione con Annig Sarian e Antonio Garavaglia)
- 1963, Esposizione Tecnorama a Lazise del Garda
- 1966, Casetta prefabbricata per vacanze
- 1968, Progetto esecutivo per gli edifici 22-23-24 al Quartiere Campo dei Fiori a Milano (in collaborazione con Luciano Baldessari e Annig Sarian)
- 1969, Complesso industriale Baldini a Lucca (in collaborazione con Piero Menichetti)
- 1971, Due ville residenziali a S. Agata Li Battiati
- 1972, Casa bifamiliare ad Abbadia Lariana
- 1972, Villa a Poiano
- 1972, Villa a Carate Brianza
- 1973, Edificio con residenze per vacanze a Bormio
- 1974, Villa a Bussolengo
- 1977, Complesso "4 Residenze" a Giussano
- 1980, Progetto per la sistemazione ambientale e per l'assetto viario di Piazza Roma a Giussano
- 1982, Centro residenziale e commerciale a Sesto San Giovanni (in collaborazione con Ambrogio Tacconi)
- 1983, Villa a Verano Brianza
- 1984, Edificio per abitazioni e uffici a Giussano (in collaborazione con Giuliana Celsi)
- 1985, Progetto di ristrutturazione edilizia a Bussolengo (in collaborazione con Ferdinando Montresor)
- 1986 – 1994, Vicolo San Luigi a Giussano, ristrutturazione edilizia e sistemazione ambientale (in collaborazione con Terenzio Sironi)
- 1987, Scuola elementare a Giussano (in collaborazione con Terenzio Sironi)
- 1987, Ristrutturazione Tecnorama a Lazise del Garda
- 1990, Villa a Verano (in collaborazione con Anna Bartoli e Euro Sironi)
- 1991, Villa a Giussano
- 1992, Villa a Cernusco sul Naviglio, ristrutturazione (in collaborazione con Anna Bartoli)
- 1992, Piazza Maffi a Sesto S. Giovanni, riqualificazione ambientale (in collaborazione con Giulio Ripamonti)
- 1992, Cassa Rurale ed Artigiana Sesto S. Giovanni Filiale Est e piazza antistante, ristrutturazione edilizia ed ambientale (in collaborazione con Giulio Ripamonti)
- 1993, Cassa Rurale ed Artigiana di Ostuni e piazza antistante: ristrutturazione edilizia e riqualificazione ambientale (in collaborazione con Giulio Ripamonti e Alfredo Castiglioni)
- 1994, Takamuroike Golf Club, Hyogo, Giappone (in collaborazione con Eisuke Ohnishi)
- 1999, Sede aziendale Confalonieri spa a Giussano (in collaborazione con Anna Bartoli)
- 2002, Centro Servizi BCC a Sesto S. Giovanni (in collaborazione con Giulio Ripamonti)
- 2006, Piano della Pubblicità per Lissone (in collaborazione con Paolo Bartoli)
- 2007, Via Sempione, Monza, riqualificazione ambientale e arredo urbano (in collaborazione con Alfredo Castiglioni e Giulio Ripamenti)
- 2008,  Complesso edifici residenziali e terziari a Veduggio, Piano Integrato di Intervento (in collaborazione con Anna e Paolo Bartoli e Giulio Ripamonti)
- 2011, Complesso edifici residenziali a Robbiano, Piano di Lottizzazione (in collaborazione con Anna e Paolo Bartoli)
- 2010 – 2014, Villa Mirabello a Monza, ristrutturazione e restauro (in collaborazione con Paolo Bartoli e Alfredo Castiglioni)

## Riconoscimenti
- 1995 IF Award for Good Industrial Design per il divano Tube (Rossi di Albizzate)
- 1995 I.D. Design Distinction Award per la poltroncina Breeze (Segis)
- 1995 Apex Product Design Award per la poltroncina Breeze (Segis)
- 1995 Red Dot Design Award per la poltroncina Breeze (Segis)
- 1995 IF Award for Good Industrial Design per la poltroncina Breeze (Segis)
- 2000 la poltroncina Breeze (Segis) è rappresentata sui francobolli delle Poste Italiane Maestri del Design Italiano
- 2008 XXI Compasso d'oro per la sedia R606 Uno (Segis), in collaborazione con Fauciglietti Engineering
- 2010 Good Design Award per il tavolo Sol (Bonaldo)
- 2012 Apostolo del design, giuria Young&Design
- 2013 Red Dot Design Award per il tavolo Still (Bonaldo)
- 2014 Good Design Award per il tavolo Still e Octa (Bonaldo)
- 2015 Good Design Award per la sedia Mercury/Curva (Asis)
- 2016 Compasso d'oro ADI alla Carriera

## Mostre e manifestazioni
Carlo Bartoli è stato invitato ad esporre in numerose mostre e manifestazioni, tra le quali
- 1968 XIV Triennale di Milano, Milano
- 1968 Plastic as Plastic, Museum of Contemporary Crafts, New York
- 1970 Modern chairs 1918-1970 , Victoria and Albert Museum, Londra
- 1972 Design and Plastics, Museum of Decorative Arts, Praga
- 1972 IV Eurodomus, Torino
- 1975 La sedia in materiale plastico, Centrokappa, Milano
- 1979 Design & Design, Palazzo delle Stelline, Milano
- 1979 Il disegno italiano per l'ufficio, Kyoto
- 1979 Italian Design, Hong Kong
- 1980 Design Italiano, Zàppion Mégaron, Atene
- 1981 Italienisches Moebel Design 1950-1980, Stadt Museum, Colonia
- 1983 Trieste '83 - I designers, Trieste
- 1983 Dal cucchiaio alla città - itinerario di 100 designers, Triennale di Milano, Milano
- 1983 "1949-1983: progetti per il presente", Kartell, Milano
- 1989 Forum Design '89, Milano
- 1991 XVI Compasso d’Oro, Milano
- 1997 Carlo Bartoli: Trenta anni di design, Buenos Aires
- 2002 Non sono una Signora, Triennale di Milano, Milano

## Opere di Bartoli nelle collezioni permanenti
- poltrona Gaia (Arflex 1967) presso il Museum of Modern Art (MoMa) New York e presso la Triennale di Milano
- sedia 4875 (Kartell 1974) presso il Musée National d'Art Moderne al Centre Pompidou, Parigi
- sedia Sophia, (Bonaldo 1989) presso l’Architectural Museum, Ljublijana
- sedia Breeze (Segis 1995) presso il Thessaloniki Design Museum, Tessalonica, e il Vitra Design Museum, Weil am Rhein